# Orussidae
Famille
Les Orussidae sont une famille d'insectes de l'ordre des hyménoptères.

## Liste des genres
Selon BioLib (4 février 2022) :
- genre Orussus Latreille, 1796 (de la sous-famille Orussinae Newman, 1834)
- genre Chalinus Konow, 1897
- genre Leptorussus Benson, 1955
- genre Mocsarya Konow, 1897
- genre Pedicrista Benson, 1935
- genre Pseudoryssus Guiglia, 1954
- genre Stirocorsia Konow, 1897

Selon Catalogue of Life (23 mars 2019) :
- genre Guiglia

Selon NCBI (4 février 2022) :
- genre Guiglia
- genre Ophrynopus
- genre Orussobaius
- genre Orussus

Selon Paleobiology Database (23 mars 2019) :
- genre Baltorussus
- sous-famille Mesorussinae
- genre Minyorussus
- genre Ophrynopus